# Provincia Balkh
Provincia Balkh (paștună și persană: بلخ) este una dintre cele 34 de provincii ale Afganistanului. Este localizată în partea nordică, la frontiera cu statele Tadjikistan și Uzbekistan.